# Starr Andreeff
Starr Andreeff es una actriz canadiense proveniente de Hamilton, Ontario. Fue ganadora del certamen de belleza Miss Teen Hamilton y semifinalista del concurso Miss Teen Canadá en 1980. En cine, destaca su participación en la película de 1996 Amityville Dollhouse. Andreeff interpretó a la abogada Jessica Holmes en General Hospital y a Sabrina Cross en Falcon Crest. También ha aparecido en algunos episodios de las series The Golden Girls, The Facts of Life, Mike Hammer, Private Eye y  TekWar.
Creó, produjo y protagonizó la serie de 2014 Child Star, estrenada en el canal Slice Network en Canadá.